# 船岡村
船岡村（ふなおかむら）は秋田県河辺郡にあった村。現在の大仙市協和船岡・協和船沢にあたる。

## 地理
- 山：八森山、禅京森、洞峯、大牧森、小牧森
- 河川：淀川

## 歴史
- 1889年（明治22年）4月1日 - 町村制の施行により、船岡村、船沢村の区域をもって発足。
- 1916年（大正5年）6月24日 - 猫ノ沢事件が発生。
- 1955年（昭和30年）3月31日 - 仙北郡荒川村・峰吉川村・淀川村と合併して仙北郡協和村が発足。同日船岡村廃止。

## 交通

### 鉄道路線
日本国有鉄道奥羽本線が村域を通過したが、駅は所在しなかった。羽後境駅が至近に所在。

### 道路
- 国道13号